# Bedia (España)
Bedia es un municipio de la provincia de Vizcaya del País Vasco en España.

## Toponimia
Municipio vizcaíno situado en el valle del río Ibaizábal. Su terreno se eleva progresivamente en altura hasta los 634 m en el monte Mandoia, en el límite con Ceberio. Las alturas por el norte son menores, destacando el Matilloarre (214 m). 
El río Ibaizábal atraviesa el término municipal de oeste a este y a él van a parar pequeños arroyos, entre los que destaca el Lekutxazo.
Su nombre procede de bidea ('el camino') o de beitia ('la parte inferior').[cita requerida] Se conoció oficialmente como Vedia hasta 1981, año en que el topónimo oficial cambió por el de Bedia.

## Geografía
El término municipal se encuentra en el centro de Vizcaya, en la comarca de Arratia-Nervión.
| Noroeste: Galdakao     | Norte: Lemoa | Nordeste: Igorre |
| Oeste: Basauri         |              | Este: Artea      |
| Suroeste: Arrigorriaga | Sur: Zeanuri | Sureste: Dima    |

## Historia
Hacia mediados del siglo XIX, el lugar, referido por entonces como una anteiglesia ya con ayuntamiento propio, tenía contabilizada una población de 365 habitantes. Aparece descrito en el cuarto volumen del Diccionario geográfico-estadístico-histórico de España y sus posesiones de Ultramar de Pascual Madoz con las siguientes palabras:

BEDIA: anteig. con ayunt. en la prov. de Vizcaya (3 leg. á Bilbao), part. jud. de Durango (3), aud. terr. de Burgos, c. g. de las Provincias Vascongadas, dióc. de Calahorra: sit. á la izq. del r. Durango, con libre ventilacion y clima sano. Tiene 73 casas, la municipal, una parr. (San Juan Bautista), aneja de la de Galdacano (bien que de hecho es independiente), servida por un cura beneficiado con titulo perpétuo, y 3 ermitas denominadas San Martin, Sto. Tomas Apóstol y San Lorenzo, abiertas al culto público y de propiedad particular. Confina el térm. N. Galdacano; E. Amorebieta; S. Lemona, y O. otra vez Caldacano y Lemona. Le cruza de E. á N. el r. Durango, cuyas aguas dan impulso á 2 molinos harineros, é igual número de ferr. El terreno, aunque montuoso, es bastante fértil: comprende muchos cerros cubiertos de robles, hayas, encinas, fresnos, carrascas y castaños, con buenas yerbas para alimento del ganado; prod.: trigo, maiz, alubias, hortaliza, lino y frutas; sostiene ganado vacuno, lanar, cabrio y de cerda; hay caza de liebres, conejos y volateria, y no faltan animales dañinos, como lobos y aun jabalies; tambien hay pesca de varias clases; pobl.: 73 vec., 365 alm.; riqueza y contr.: (V. Vizcaya Intendencia). Segun el sistema foral no tiene voto ni asiento en las juntas de Guernica, siendo esto tanto mas notable, cuanto que siempre ha sido pobl. independiente, y en las juntas generales de merind. representa 16 votos de los 32 correspondientes á la merind. de Uribe.
(Madoz, 1846, pp. 106-107)

En su jurisdicción existieron varias casas solares y armeras como Gortázar, Jaureguizuria, Utxarain, Barroeta y Tosubando, fundada en el 1022.
Contaba con un regidor, ayuntamiento propio y alcalde de fuero, era también de la Merindad de Arratia, pero no tuvo ni voto ni asiento en las Juntas Generales de Gernika hasta 1858, en que adquirió el título de anteiglesia y como tal le fue concedido el número 73.
Tras un reñido pleito entre ayuntamiento y los beneficiados de Santa María de Galdácano, la iglesia parroquial dedicada a San Juan Bautista fue edificada en 1742 con licencia otorgada por Bernabé Antonio de Bocarte, provisor, que dicto sentencia a favor de esta feligresía. 
Disponía de ermitas a la advocación de Santo Tomas, San Lorenzo, San Mártir Obispo y San Juan Bautista; esta fue utilizada como parroquia mientras se construía una iglesia.

## Demografía
Bedia cuenta con una población de 1117 habitantes (INE 2024).
| Gráfica de evolución demográfica de Bedia entre 1842 y 2021 |
| |
| Población de derecho según los censos de población del INE Población de hecho según los censos de población del INEEn estos censos se denominaba Vedia: 1842, 1857, 1860, 1877, 1887, 1897, 1900, 1910, 1920, 1930, 1940, 1950, 1960, 1970 y 1981 |

## Cultura

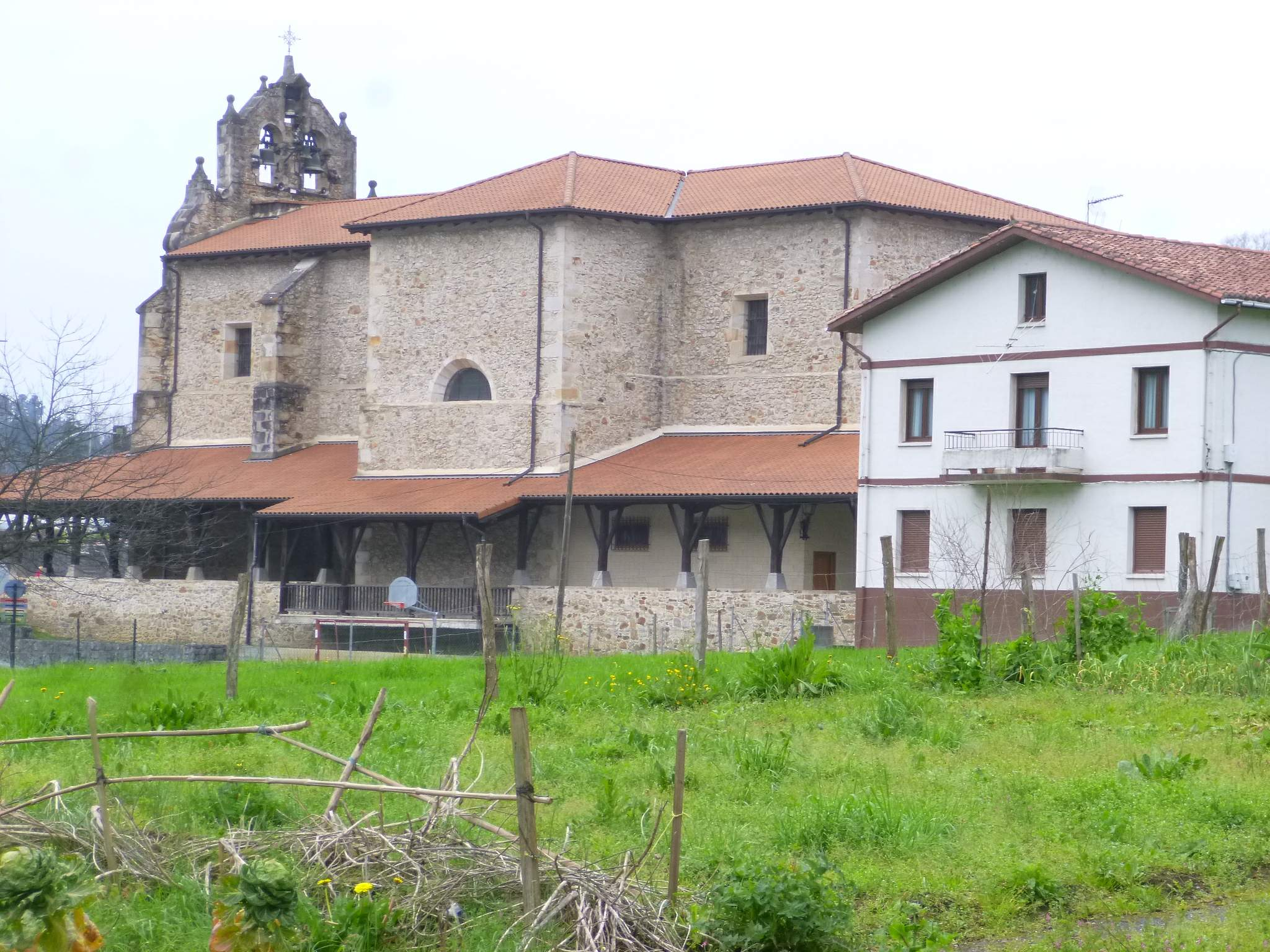
Iglesia de San Juan Bautista

### Idioma
El euskera de Bedia se cataloga como euskera de Arratia, dentro del euskera occidental. Arratia es una región completamente vascófona, con más del 75 % de su población utilizando el euskera en su vida diaria. Sin embargo, existen grandes diferencias entre unos municipios y otros. Por ello, se suele decir que Ceánuri es el municipio con mayor presencia del euskera y Villaro el de mayor presencia de castellano. En Arratia, cuatro municipios son miembros de la Mancomunidad de Municipios Vascohablantes debido al alto porcentaje del conocimiento del euskera entre la población: Arteaga, Dima, Ceánuri y Villaro. En general, su dialecto se trata de euskera occidental.
El programa Geure Berbategie se creó hace unos años con el objetivo de preservar y recuperar el euskera en la región de Arratia. Este programa busca promover la supervivencia del euskera local, y para ello se han estudiado canciones populares, refranes, verbos, lexicología, toponimia, etc. con el fin de preservarlo. Es un trabajo continuo que se renueva a diario. Para promover las canciones mencionadas, se creó el grupo AK-37, formado por estudiantes del Instituto Igorre. Tras adaptar y mezclar canciones de la época de la guerra civil con música, el grupo ha publicado un álbum y realizado conciertos por toda Vizcaya.

### Patrimonio
- Iglesia de San Juan Bautista[5], construida en el año 1745, la cual consta de una nave con bóvedas, tres altares, atrio y espadaña.

- Ermita de San Martín.
- Ermita de San Roque.
- Ermita de San Lorenzo.
- Ermita de San Juan Bautista.

## Administración y política

### Gobierno municipal
| Periodo       | Nombre                   | Partido                                                      |
| ------------- | ------------------------ | ------------------------------------------------------------ |
| 2003 - Actual | Aitor Sokarrieta Larrea  | Euzko Alderdi Jeltzalea-Partido Nacionalista Vasco (EAJ-PNV) |
| 1991 - 2003   | Joseba Abasolo Zorriketa | Euzko Alderdi Jeltzalea-Partido Nacionalista Vasco (EAJ-PNV) |

| Partido político                                              | 2023  | 2023  | 2023       | 2019  | 2019  | 2019       | 2015  | 2015  | 2015       | 2011  | 2011  | 2011       | 2007  | 2007  | 2007       |
| Partido político                                              | %     | Votos | Concejales | %     | Votos | Concejales | %     | Votos | Concejales | %     | Votos | Concejales | %     | Votos | Concejales |
| Euzko Alderdi Jeltzalea-Partido Nacionalista Vasco (EAJ-PNV)  | 65,16 | 404   | 6          | 63,01 | 414   | 6          | 61,92 | 374   | 6          | 57,97 | 349   | 5          | 61,86 | 373   | 5          |
| Euskal Herria Bildu (EH Bildu)-Bildu                          | 28,06 | 174   | 3          | 29,52 | 194   | 3          | 30,46 | 184   | 3          | 31,40 | 189   | 2          | —     | —     | —          |
| Partido Socialista de Euskadi-Euskadiko Ezkerra (PSE-EE PSOE) | 3,70  | 23    | 0          | 3,50  | 23    | 0          | 3,15  | 19    | 0          | 4,49  | 27    | 0          | 4,98  | 30    | 0          |
| Partido Popular del País Vasco (PP)                           | 0,48  | 3     | 0          | 0,91  | 6     | 0          | 1,82  | 11    | 0          | 4,49  | 27    | 0          | 4,15  | 25    | 0          |
| Eusko Abertzale Ekintza-Acción Nacionalista Vasca (EAE-ANV)   | —     | —     | —          | —     | —     | —          | —     | —     | —          | —     | —     | —          | 27,53 | 166   | 2          |

### Organización territorial
El municipio está conformado, según el Instituto Nacional de Estadística, por las entidades de población de Barroeta, Ereño, Eroso-Ugarte, Elexalde, Asteitza, Bidekoetxea, Ibarra, Jauregi y Murtatza.